# 事务传输控制协议
事务传输控制协议（Transactional/Transmission Control Protocol）是传输控制协议（TCP）的一种变体。它是一种实验性的 TCP 拓展，用于高效的面向事务（请求/回复）服务。它被 Bob Braden 于1994年开发，用来填补 TCP 和 UDP 之间的间隙。T/TCP 的定义可以在 RFC 1644（替代了 RFC 1379）中找到。

## 细节
这个协议快于 TCP，传输可靠性则接近 TCP。T/TCP 具有多种重大的安全问题（Charles Hannum 于1996年九月），因此它没有被广泛使用。
定义 T/TCP 的 RFC 1379 和 RFC 1644 T/TCP 在2011年5月由于安全原因被移到 Historic Status（页面存档备份，存于），按照 RFC 6247。

## 替代品
TCP 快速打开是一种较新的替代品。

## 拓展阅读
- Richard Stevens, Gary Wright, "TCP/IP Illustrated: TCP for transactions, HTTP, NNTP, and the UNIX domain protocols"（TCP/IP Illustrated 第三卷）// Addison-Wesley, 1996 (ISBN 0-201-63495-3), 2000 (ISBN 9814053090).  Part 1 "TCP for Transactions". Chapters 1-12, pages 1–159